# Torino Calcio 1978-1979
Questa voce raccoglie le informazioni riguardanti il Torino Calcio nelle competizioni ufficiali della stagione 1978-1979.

## Società
- Presidente:
  - Orfeo Pianelli
- Segretario:
  - Giuseppe Bonetto
- Medico sociale:
  - Cesare Cattaneo

- Massaggiatore:
  - Giovanni Monti
- Allenatore:
  - Luigi Radice
- Allenatore in seconda:
  - Amilcare Ferretti

## Rosa
| N. |                   | Ruolo | Calciatore         |
| -- | ----------------- | ----- | ------------------ |
|    | Italia (bandiera) | P     | Renato Copparoni   |
|    | Italia (bandiera) | P     | Giuliano Terraneo  |
|    | Italia (bandiera) | P     | Iliano Riccarand   |
|    | Italia (bandiera) | D     | Agatino Cuttone    |
|    | Italia (bandiera) | D     | Luigi Danova       |
|    | Italia (bandiera) | D     | Andrea Mandorlini  |
|    | Italia (bandiera) | D     | Roberto Mozzini    |
|    | Italia (bandiera) | D     | Claudio Onofri     |
|    | Italia (bandiera) | D     | Roberto Salvadori  |
|    | Italia (bandiera) | D     | Nello Santin       |
|    | Italia (bandiera) | D     | Salvatore Vullo    |
|    | Italia (bandiera) | C     | Giancarlo Camolese |

| N. |                   | Ruolo | Calciatore              |
| -- | ----------------- | ----- | ----------------------- |
|    | Italia (bandiera) | C     | Giuseppe Erba           |
|    | Italia (bandiera) | C     | Giuseppe Greco          |
|    | Italia (bandiera) | C     | Eraldo Pecci            |
|    | Italia (bandiera) | C     | Claudio Sala (capitano) |
|    | Italia (bandiera) | C     | Patrizio Sala           |
|    | Italia (bandiera) | C     | Renato Zaccarelli       |
|    | Italia (bandiera) | C     | Luigi Azzi              |
|    | Italia (bandiera) | A     | Alessandro Bonesso      |
|    | Italia (bandiera) | A     | Francesco Graziani      |
|    | Italia (bandiera) | A     | Maurizio Iorio          |
|    | Italia (bandiera) | A     | Paolino Pulici          |

## Calciomercato

### Sessione estiva
| Acquisti | Acquisti         | Acquisti | Acquisti      |
| R.       | Nome             | a        | Modalità      |
| -------- | ---------------- | -------- | ------------- |
| P        | Renato Copparoni | Cagliari | definitivo    |
| D        | Claudio Onofri   | Genoa    | definitivo    |
| D        | Salvatore Vullo  | Palermo  | definitivo    |
| C        | Giuseppe Greco   | Ascoli   | fine prestito |
| A        | Maurizio Iorio   | Foggia   | definitivo    |

| Cessioni | Cessioni            | Cessioni   | Cessioni      |
| R.       | Nome                | da         | Modalità      |
| -------- | ------------------- | ---------- | ------------- |
| P        | Luciano Castellini  | Napoli     | definitivo    |
| P        | Romano Cazzaniga    |            | fine carriera |
| D        | Luciano Battiston   | Reggina    | definitivo    |
| D        | Vittorio Caporale   | Napoli     | definitivo    |
| D        | Fabrizio Gorin      | Genoa      | definitivo    |
| D        | Marco Masi          | Genoa      | prestito      |
| C        | Salvatore Barbieri  | Foggia     | definitivo    |
| C        | Cesare Butti        | Perugia    | definitivo    |
| C        | Giancarlo Camolese  | Biellese   | definitivo    |
| C        | Davide Del Nero     | Ancona     | definitivo    |
| C        | Giacomo Ferri       | Reggina    | prestito      |
| C        | Riccardo Maritozzi  | Palermo    | definitivo    |
| C        | Danilo Pileggi      | Ascoli     | prestito      |
| A        | Andrea Bucciarelli  | Pro Cavese | definitivo    |
| A        | Salvatore Garritano | Atalanta   | definitivo    |

## Risultati

### Serie A

#### Girone di andata
| Arbitro: | Benedetti (Roma) |

|           |           |                   |
| Pulici 1’ | Marcatori | 4’ (aut.) Mozzini |

| Arbitro: | Bergamo (Livorno) |

|  |           |            |
|  | Marcatori | 18’ Pulici |

| Arbitro: | Lo Bello (Siracusa) |

|           |           |  |
| Greco 85’ | Marcatori |  |

| Arbitro: | Casarin (Milano) |

|                                            |           |  |
| Moro 54’ (rig.) Danova 59’ (aut.) Ambu 85’ | Marcatori |  |

| Arbitro: | Menicucci (Firenze) |

|                               |           |                                        |
| Pulici 23’ Erba 52’ Iorio 80’ | Marcatori | 9’ Muraro 58’ Scanziani 70’ Beccalossi |

| Arbitro: | Reggiani (Bologna) |

|  |           |                        |
|  | Marcatori | 38’ Graziani 83’ Pecci |

| Arbitro: | Mattei (Macerata) |

|                                   |           |  |
| Pulici 15’ Graziani 46’, 86’, 62’ | Marcatori |  |

| Arbitro: | Agnolin (Bassano del Grappa) |

|            |           |              |
| Scirea 81’ | Marcatori | 37’ Graziani |

| Perugia 26 novembre 1978, ore 14:30 UTC+1 9ª giornata | Perugia           | 0 – 0 | Torino | Stadio Renato Curi (24.202 spett.)\| Arbitro: \| Bergamo (Livorno) \| |
| Arbitro:                                              | Bergamo (Livorno) |       |        |                                                                       |

| Torino 3 dicembre 1978, ore 14:30 UTC+1 10ª giornata | Torino           | 0 – 0 | Napoli | Stadio Comunale (39.149 spett.)\| Arbitro: \| Casarin (Milano) \| |
| Arbitro:                                             | Casarin (Milano) |       |        |                                                                   |

| Arbitro: | Menicucci (Firenze) |

|              |           |  |
| De Vecchi 3’ | Marcatori |  |

| Arbitro: | Terpin (Trieste) |

|                              |           |                  |
| Badiani 25’ (aut.) Greco 34’ | Marcatori | 7’, 77’ Giordano |

| Arbitro: | Milan (Treviso) |

|                                 |           |             |
| Greco 24’ Sala 70’ Graziani 76’ | Marcatori | 41’ Juliano |

| Arbitro: | Casarin (Milano) |

|  |           |            |
|  | Marcatori | 36’ Pulici |

| Arbitro: | Barbaresco (Cormons) |

|                             |           |  |
| Pulici 31’, 61’ (rig.), 57’ | Marcatori |  |

#### Girone di ritorno
| Firenze 28 gennaio 1979, ore 14:30 UTC+1 16ª giornata | Fiorentina                   | 0 – 0 | Torino | Stadio Comunale (32.351 spett.)\| Arbitro: \| Agnolin (Bassano del Grappa) \| |
| Arbitro:                                              | Agnolin (Bassano del Grappa) |       |        |                                                                               |

| Arbitro: | Menicucci (Firenze) |

|                                   |           |  |
| Graziani 20’ Pulici 23’ Greco 73’ | Marcatori |  |

| Arbitro: | Mascia (Milano) |

|           |           |           |
| Massa 65’ | Marcatori | 31’ Greco |

| Arbitro: | Michelotti (Parma) |

|                                   |           |            |
| Graziani 43’ Pulici 51’ Greco 55’ | Marcatori | 54’ Quadri |

| Milano 4 marzo 1979, ore 15:00 UTC+1 20ª giornata | Inter         | 0 – 0 | Torino | Stadio San Siro (48.780 spett.)\| Arbitro: \| Ciulli (Roma) \| |
| Arbitro:                                          | Ciulli (Roma) |       |        |                                                                |

| Arbitro: | Lapi (Firenze) |

|          |           |  |
| Sala 53’ | Marcatori |  |

| Arbitro: | Benedetti (Roma) |

|                      |           |                        |
| Rosi 24’ Cerilli 50’ | Marcatori | 59’ Graziani 78’ Iorio |

| Arbitro: | Casarin (Milano) |

|  |           |             |
|  | Marcatori | 88’ Cabrini |

| Torino 1º aprile 1979, ore 15:30 UTC+2 24ª giornata | Torino             | 0 – 0 | Perugia | Stadio Comunale (35.354 spett.)\| Arbitro: \| Michelotti (Parma) \| |
| Arbitro:                                            | Michelotti (Parma) |       |         |                                                                     |

| Arbitro: | Longhi (Roma) |

|  |           |           |
|  | Marcatori | 44’ Iorio |

| Arbitro: | Lattanzi (Roma) |

|  |           |                                  |
|  | Marcatori | 41’, 53’ Bigon 45’ (rig.) Chiodi |

| Roma 22 aprile 1979, ore 15:30 UTC+2 27ª giornata | Lazio               | 0 – 0 | Torino | Stadio Olimpico (39.187 spett.)\| Arbitro: \| Lo Bello (Siracusa) \| |
| Arbitro:                                          | Lo Bello (Siracusa) |       |        |                                                                      |

| Arbitro: | Pieri (Genova) |

|             |           |                |
| Juliano 69’ | Marcatori | 87’ Zaccarelli |

| Novara 6 maggio 1979, ore 16:00 UTC+2 29ª giornata | Torino              | 0 – 0 | Verona | Stadio Silvio Piola (15.331 spett.)\| Arbitro: \| Materassi (Firenze) \| |
| Arbitro:                                           | Materassi (Firenze) |       |        |                                                                          |

| Arbitro: | Patrussi (Arezzo) |

|                              |           |                      |
| Mozzini 62’ (aut.) Orazi 73’ | Marcatori | 25’ (aut.) Menichini |

### Coppa Italia

#### Girone eliminatorio
| Arbitro: | Tonolini (Milano) |

|                              |           |                |
| Pulici 10’ Graziani 44’, 85’ | Marcatori | 53’ Speggiorin |

| Arbitro: | Reggiani (Bologna) |

|  |           |            |
|  | Marcatori | 19’ Pulici |

| Arbitro: | Pieri (Genova) |

|            |           |                                         |
| Mozzini 3’ | Marcatori | 54’ Osellame 70’ Borsellino 74’ Arcoleo |

| Arbitro: | Ciulli (Roma) |

|                                               |           |                                  |
| D'Ottavio 7’, 55’ Guidolin 9’ Bergamaschi 19’ | Marcatori | 15’ Iorio 20’ Pulici 85’ Bonesso |

##### Classifica Girone 3
| Squadra | Punti | G | V | N | P | GF | GS | DR |
| ------- | ----- | - | - | - | - | -- | -- | -- |
| Palermo | 7     | 4 | 3 | 1 | 0 | 8  | 4  | +4 |
| Torino  | 4     | 4 | 2 | 0 | 2 | 8  | 8  | 0  |
| Cesena  | 3     | 4 | 1 | 1 | 2 | 7  | 8  | -1 |
| Brescia | 3     | 4 | 1 | 1 | 2 | 6  | 7  | -1 |
| Verona  | 3     | 4 | 1 | 1 | 2 | 6  | 8  | -2 |

### Coppa UEFA

#### Primo turno
| Arbitro: | Wohrer |

|                           |           |  |
| Ferrero 4’ Morán 14’, 68’ | Marcatori |  |

| Arbitro: | Nagy |

|              |           |  |
| Graziani 64’ | Marcatori |  |

## Statistiche

### Statistiche di squadra
| Competizione | Punti | In casa | In casa | In casa | In casa | In casa | In casa | In trasferta | In trasferta | In trasferta | In trasferta | In trasferta | In trasferta | Totale | Totale | Totale | Totale | Totale | Totale | DR  |
| Competizione | Punti | G       | V       | N       | P       | Gf      | Gs      | G            | V            | N            | P            | Gf           | Gs           | G      | V      | N      | P      | Gf     | Gs     | DR  |
| ------------ | ----- | ------- | ------- | ------- | ------- | ------- | ------- | ------------ | ------------ | ------------ | ------------ | ------------ | ------------ | ------ | ------ | ------ | ------ | ------ | ------ | --- |
| Serie A      | 36    | 15      | 7       | 6       | 2       | 24      | 12      | 15           | 4            | 8            | 3            | 11           | 11           | 30     | 11     | 14     | 5      | 35     | 23     | +12 |
| Coppa Italia | -     | 2       | 1       | 0       | 1       | 4       | 4       | 2            | 1            | 0            | 1            | 4            | 4            | 2      | 2      | 0      | 2      | 8      | 8      | 0   |
| Coppa UEFA   | -     | 1       | 1       | 0       | 0       | 1       | 0       | 1            | 0            | 0            | 1            | 0            | 3            | 2      | 1      | 0      | 1      | 1      | 3      | -2  |
| Totale       | -     | 18      | 9       | 6       | 3       | 29      | 16      | 18           | 5            | 8            | 5            | 15           | 18           | 36     | 14     | 14     | 8      | 43     | 34     | +10 |

### Statistiche dei giocatori
| Giocatore     | Serie A  | Serie A | Serie A     | Serie A    | Coppa Italia | Coppa Italia | Coppa Italia | Coppa Italia | Coppa UEFA | Coppa UEFA | Coppa UEFA  | Coppa UEFA | Totale   | Totale | Totale      | Totale     |
| Giocatore     | Presenze | Reti    | Ammonizioni | Espulsioni | Presenze     | Reti         | Ammonizioni  | Espulsioni   | Presenze   | Reti       | Ammonizioni | Espulsioni | Presenze | Reti   | Ammonizioni | Espulsioni |
| ------------- | -------- | ------- | ----------- | ---------- | ------------ | ------------ | ------------ | ------------ | ---------- | ---------- | ----------- | ---------- | -------- | ------ | ----------- | ---------- |
| A. Bonesso    | 4        | 0       | ?           | ?          | 1            | 1            | ?            | ?            | 0          | 0          | 0           | 0          | 5        | 1      | 0+          | 0+         |
| R. Copparoni  | 1        | -0      | ?           | ?          | 0            | -0           | 0            | 0            | 0          | -0         | 0           | 0          | 1        | -0     | 0+          | 0+         |
| G. Camolese   | 0        | 0       | 0           | 0          | 2            | 0            | ?            | ?            | 0          | 0          | 0           | 0          | 2        | 0      | 0+          | 0+         |
| A. Cuttone    | 0        | 0       | 0           | 0          | 1            | 0            | ?            | ?            | 0          | 0          | 0           | 0          | 1        | 0      | 0+          | 0+         |
| L. Danova     | 26       | 0       | ?           | ?          | 4            | 0            | ?            | ?            | 2          | 0          | ?           | ?          | 32       | 0      | ?           | ?          |
| G. Erba       | 8        | 1       | ?           | ?          | 2            | 0            | ?            | ?            | 0          | 0          | 0           | 0          | 10       | 1      | 0+          | 0+         |
| F. Graziani   | 23       | 9       | ?           | ?          | 3            | 2            | ?            | ?            | 2          | 1          | ?           | ?          | 28       | 12     | ?           | ?          |
| G. Greco      | 21       | 6       | ?           | ?          | 0            | 0            | 0            | 0            | 1          | 0          | ?           | ?          | 22       | 6      | 0+          | 0+         |
| M. Iorio      | 15       | 3       | ?           | ?          | 1            | 1            | ?            | ?            | 1          | 0          | ?           | ?          | 17       | 4      | ?           | ?          |
| A. Mandorlini | 5        | 0       | ?           | ?          | 0            | 0            | 0            | 0            | 0          | 0          | 0           | 0          | 5        | 0      | 0+          | 0+         |
| R. Mozzini    | 24       | 0       | ?           | ?          | 2            | 1            | ?            | ?            | 2          | 0          | ?           | ?          | 28       | 1      | ?           | ?          |
| C. Onofri     | 10       | 0       | ?           | ?          | 4            | 0            | ?            | ?            | 2          | 0          | ?           | ?          | 16       | 0      | ?           | ?          |
| E. Pecci      | 27       | 1       | ?           | ?          | 4            | 0            | ?            | ?            | 2          | 0          | ?           | ?          | 33       | 1      | ?           | ?          |
| P. Pulici     | 20       | 10      | ?           | ?          | 4            | 3            | ?            | ?            | 2          | 0          | ?           | ?          | 26       | 13     | ?           | ?          |
| C. Sala C.    | 22       | 1       | ?           | ?          | 3            | 0            | ?            | ?            | 0          | 0          | 0           | 0          | 25       | 1      | 0+          | 0+         |
| P. Sala P.    | 22       | 1       | ?           | ?          | 2            | 0            | ?            | ?            | 2          | 0          | ?           | ?          | 26       | 1      | ?           | ?          |
| R. Salvadori  | 29       | 0       | ?           | ?          | 4            | 0            | ?            | ?            | 2          | 0          | ?           | ?          | 35       | 0      | ?           | ?          |
| N. Santin     | 9        | 0       | ?           | ?          | 2            | 0            | ?            | ?            | 1          | 0          | ?           | ?          | 12       | 0      | ?           | ?          |
| G. Terraneo   | 29       | -23     | ?           | ?          | 4            | -8           | ?            | ?            | 2          | -3         | ?           | ?          | 35       | -34    | ?           | ?          |
| S. Vullo      | 29       | 0       | ?           | ?          | 4            | 0            | ?            | ?            | 2          | 0          | ?           | ?          | 35       | 0      | ?           | ?          |
| R. Zaccarelli | 25       | 1       | ?           | ?          | 0            | 0            | 0            | 0            | 0          | 0          | 0           | 0          | 25       | 1      | 0+          | 0+         |

## Giovanili

### Piazzamenti
- Primavera:
  - Campionato:
  - Coppa Italia: